# تالار شهر

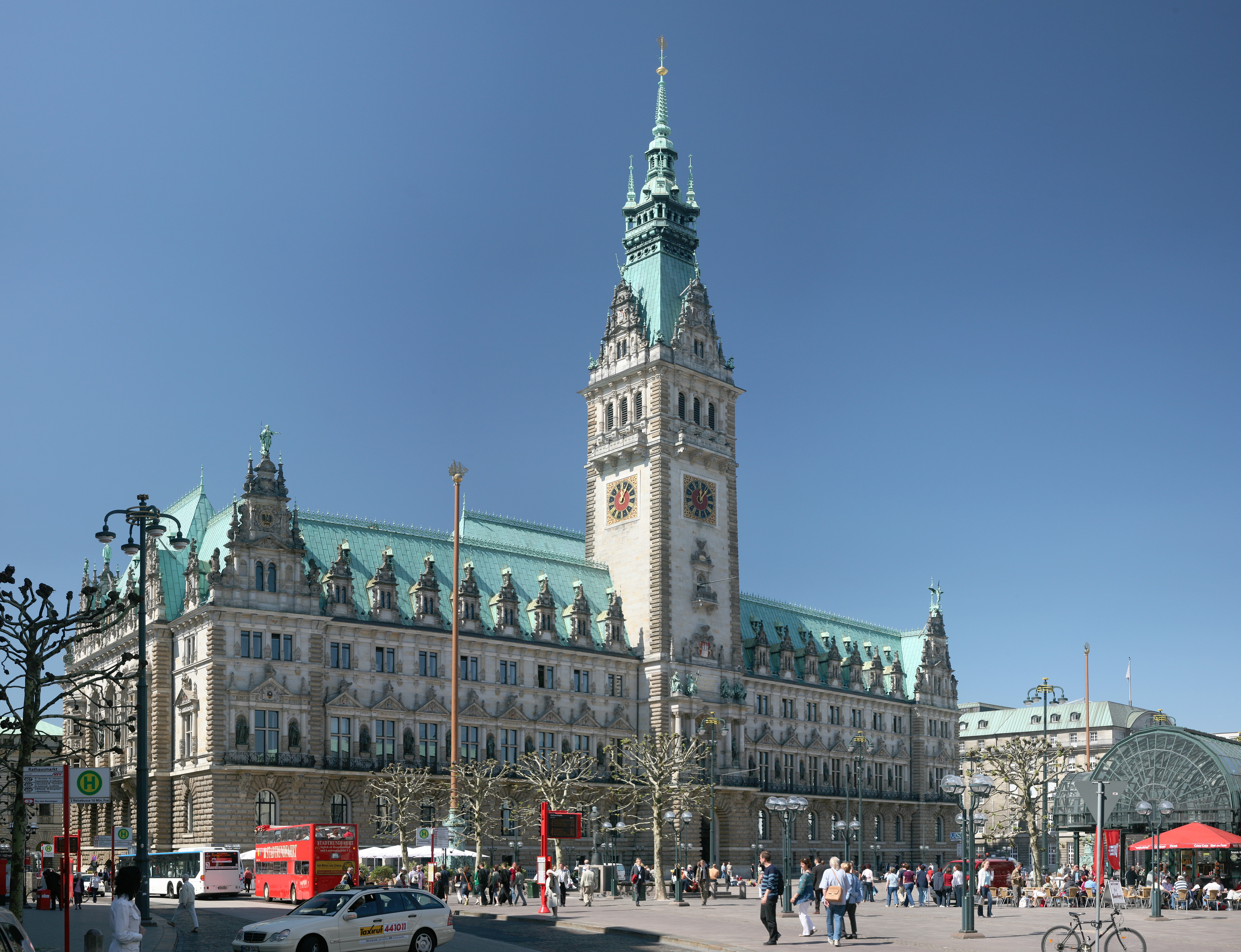
شهرداری هامبورگ، آلمان که ساخت آن در ۱۸۹۷ به پایان رسید.

تالار شهر که با نام‌های دیگری مانند سالن شهر، مرکز مدنی، عمارت شهرداری، ساختمان شهرداری یا ساختمان شورای شهر هم شناخته می‌شود، مقر استقرار حاکمان اداری یک شهر، شهرک یا دیگر مناطق مسکونی دارای شهرداری است. تالار شهر معمولاً محل استقرار شورای شهر (یا شورای روستا و مانند آن) است. همچنین ممکن است دفتر شهردار شهر در این ساختمان باشد.
در کشورهای اروپایی و غربی، تا اواسط قرن نوزدهم، به‌طور معمول اتاقی بسیار بزرگ یا تالار بخشی جدایی ناپذیر از ساختمانی را تشکیل می‌داد که شورای شهر در آن قرار داشت. این سالن ممکن بود برای جلسات شورا و سایر رویدادهای مهم مورد استفاده قرار گیرد. بعدها نام این اتاق بزرگ به کل ساختمان اطلاق شد. اصطلاحاتی مانند «اتاق‌های شورا»، «ساختمان شهرداری» هم به همین معنا ممکن است به کار روند.
دولت محلی ممکن است تلاش کند تا از تالار شهر برای ارتقاء کیفیت زندگی جامعه استفاده کند. در بسیاری از موارد، تالار شهرها نه تنها به عنوان ساختمانهایی برای فعالیت دولت عمل می‌کند، بلکه امکاناتی برای فعالیتهای مختلف مدنی و فرهنگی نیز فراهم می‌کند. این فعالیت‌ها ممکن است شامل نمایش‌های هنری، نمایش‌های صحنه ای، نمایشگاه‌ها و جشنواره‌ها باشد. تالارهای مدرن شهرها یا «مراکز مدنی» غالباً به گونه ای طراحی می‌شوند که انعطاف‌پذیر بوده و توانایی اجرای برنامه‌های مختلف را داشته باشند.
تالار هر شهر به عنوان نماد دولت محلی آنجا شناخته می‌شود و سعی می‌شود که از نظر معماری متمایز و سرشناس باشد. برای مثال، گیلدهال لندن نمونه ای از تالارهای دارای معماری خاص است. ساختمانهای تالارهای شهر همچنین ممکن است به عنوان نمادهای فرهنگی شهرها به کار روند.

## نامگذاری
اصطلاح «تالار شهر» ممکن است یک کلمه عمومی باشد، که اغلب بدون در نظر گرفتن اینکه این ساختمان در خدمت یک شهر، شهرک یا روستا باشد، به کار رود.
کشورهای انگلیسی زبان در برخی مناطق از اصطلاح «سالن شهر» فقط برای اشاره به دفاتر شورا در مناطق دارای شهرداری استفاده می‌کنند. این مورد در آمریکای شمالی، جایی که بین سالن‌های شهر و سالن‌های شهرک (محلات) تمایز قائل می‌شود هم مصداق دارد.

## تاریخ
سالن‌های بزرگی که به نام بازیلیکا شناخته می‌شدند در روم باستان به عنوان مکانهایی برای عدالت، تجمع و تجارت استفادهٔ شدند.
در اوایل دوره قرون وسطایی، تالار به معنای یک اتاق باز و بزرگ، اصلی‌ترین و بعضاً تنها اتاق خانه یک ارباب فئودال بود. در آنجا ارباب با خانواده خود زندگی می‌کرد، غذا می‌خورد، می‌خوابید و حکومت و قضاوت را اداره می‌کرد.
مفهوم مدرن تالار شهر با ظهور دولت‌های محلی یا منطقه ای توسعه یافت. شهرهایی که توسط گروهی از نمایندگان منتخب یا منتخب اداره می‌شدند، و نه توسط یک ارباب یا حاکم ولیعهد، محلی برای ملاقات شورایشان لازم داشتند. تالار شهر کلن سال ۱۱۳۵ یک نمونه بارز از چنین ساختمانهایی است.
در طول قرن ۱۹، ساختمانهای تالار شهر برای ارائه آموزش رایگان به عموم مردم، به قرائتخانه مجهز می‌شدند و سرانجام معمول شد که شهر یا شورای شهر کتابخانه به عنوان بخشی از خدمات خود به جامعه تأسیس و نگهداری کنند. تالارهای شهر به محلهایی برای پذیرایی ضیافت، بازی‌های توپی و سرگرمی‌های عمومی تبدیل شدند. تالارهای شهر، به ویژه در قرن نوزدهم، اغلب برای کمک به کنسرهای رسیتال عمومی، مجهز به ارگ بادی بزرگ بودند.
تالارهای شهر در قرن بیستم، به عنوان مکان‌هایی برای رأی دادن، معاینات، واکسیناسیون، نجات در مواقع فاجعه و درج لیست تلفات جنگی و همچنین برای کارکردهای معمولی مانند جشن‌ها و سرگرمی‌ها به عموم مردم خدمت کرده‌اند. شوراهای محلی تمایل زیادی به حذف کارکردهای اداری در دفاتر مدرن دارند. در جاهایی که ساختمانهای جدید برای احداث دولتهای محلی طراحی و ساخته شده‌اند، مفاهیم و کارکردهای دفاتر شورای اداری و تالار شهر مدنی از هم جدا می‌شوند.

## نگارخانه

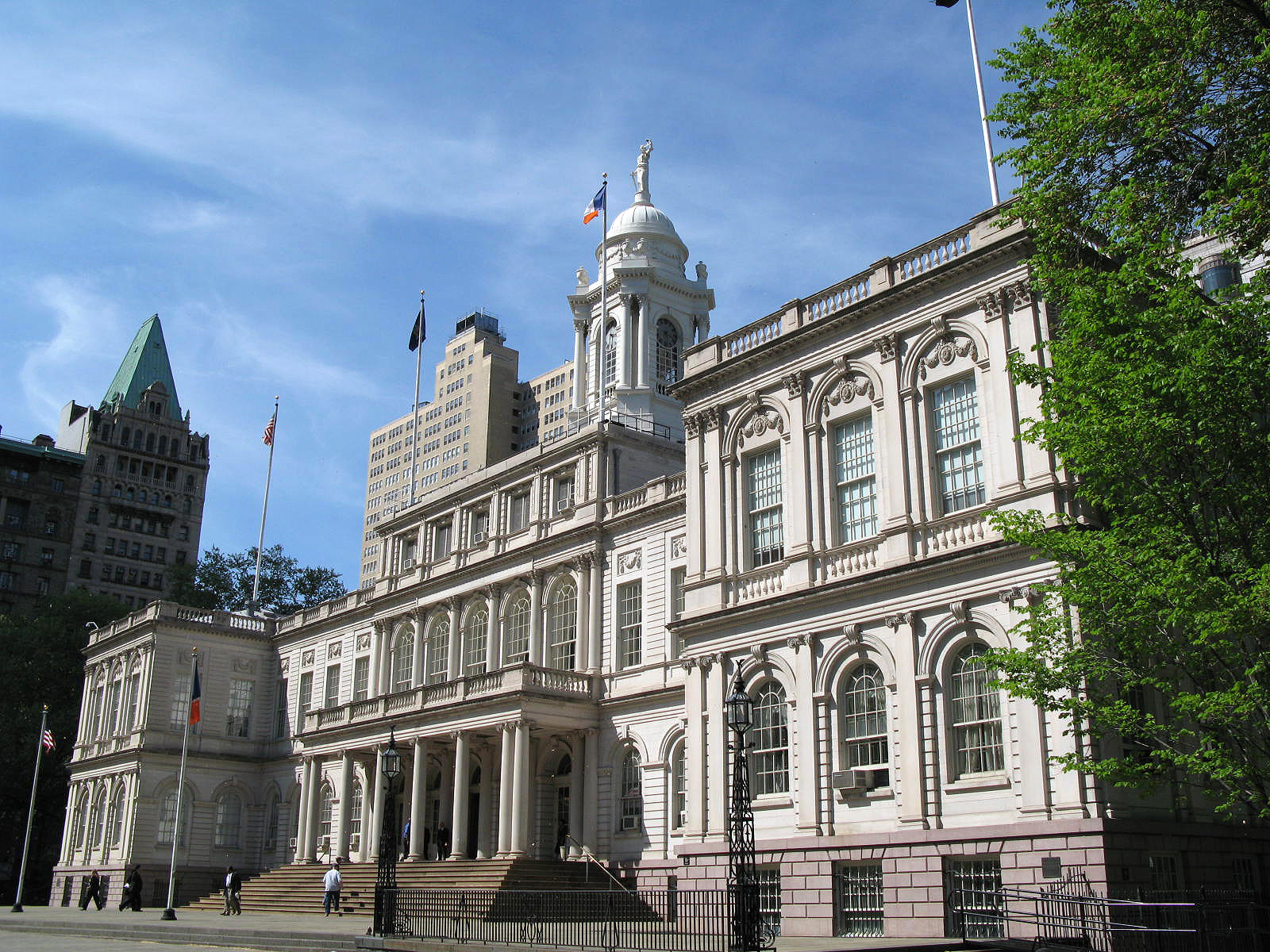
سیتی‌هال نیویورک، قدیمی‌ترین کرسی مداوم دولت محلی در ایالات متحده، در سال ۱۸۱۲ تکمیل شد.
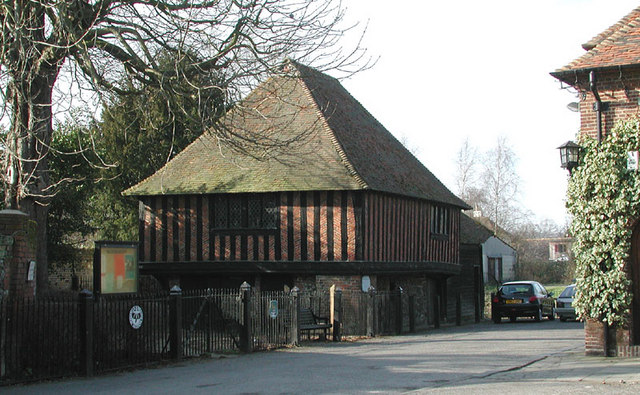
تالار قرن شانزدهمی در فوردویچ، کنت، انگلستان .
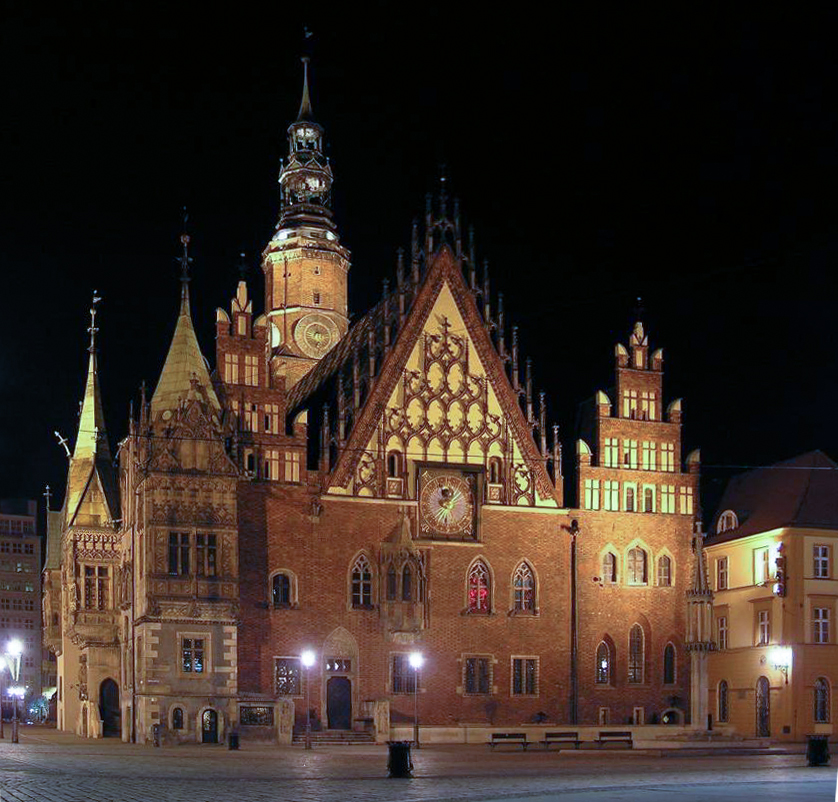
تالار شهر قدیمی قرن سیزدهم در وروتسواف، لهستان.
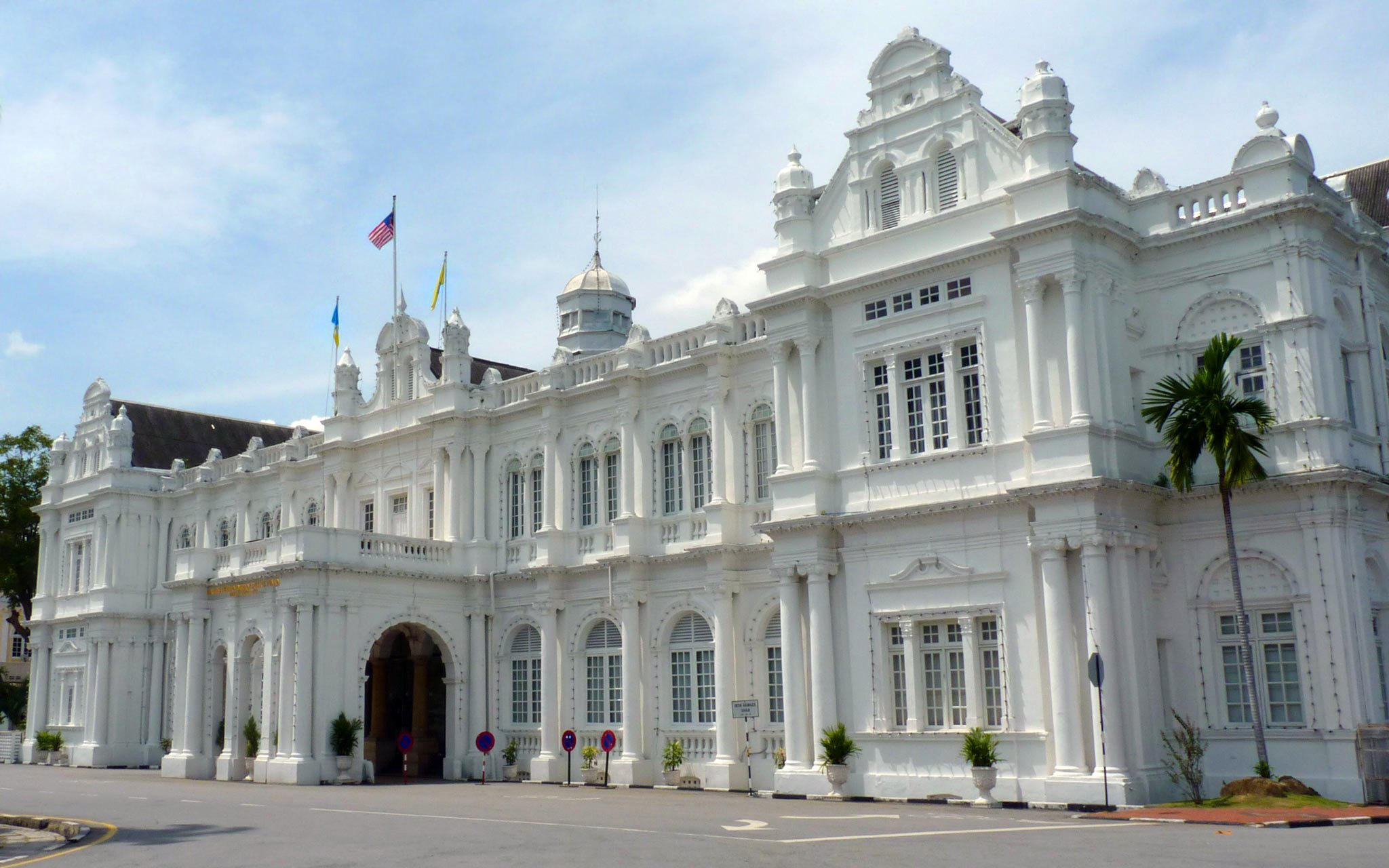
جورج تاون هال سون، پنانگ، دفتر شورای شهرداری جزیره پنانگ در مالزی را در خود جای داده‌است.
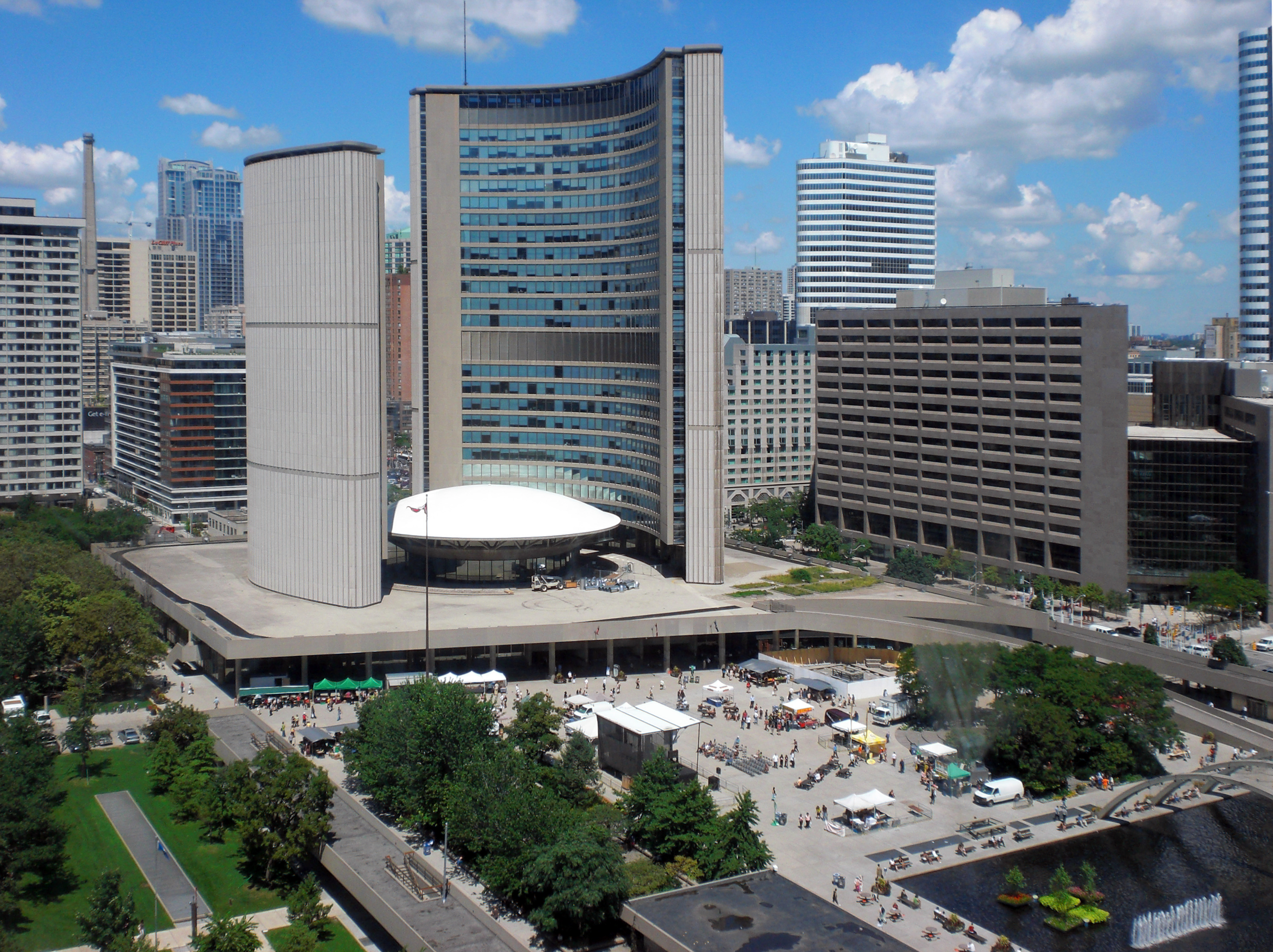
تالار شهر تورنتو با معماری مشهورش.